# Noruega en los Juegos Olímpicos de Atenas 2004
Noruega estuvo representada en los Juegos Olímpicos de Atenas 2004 por un total de 52 deportistas que compitieron en 12 deportes.  
El portador de la bandera en la ceremonia de apertura fue el tirador Harald Stenvaag.

## Medallistas
El equipo olímpico noruego obtuvo las siguientes medallas:
| Nombre                                 | Deporte             | Competición        |
| -------------------------------------- | ------------------- | ------------------ |
| Oro                                    |                     |                    |
| Andreas Thorkildsen                    | Atletismo           | Jabalina M         |
| Gunn-Rita Dahle                        | Ciclismo de montaña | Campo a través F   |
| Eirik Verås Larsen                     | Piragüismo          | K1 1000 m M        |
| Olaf Tufte                             | Remo                | Scull ind. (M1x) M |
| Siren Sundby                           | Vela                | Europe F           |
| Plata                                  |                     |                    |
| —                                      |                     |                    |
| Bronce                                 |                     |                    |
| Eirik Verås Larsen Nils Olav Fjeldheim | Piragüismo          | K2 1000 m M        |